# أبو الهول الفورموزي
أبو الهول الفورموزي (الاسم العلمي: Sphinx formosana) هو نوع من الحشرات يتبع جنس أبو الهول من فصيلة عثث أبو الهول.